# Kamila Hájková

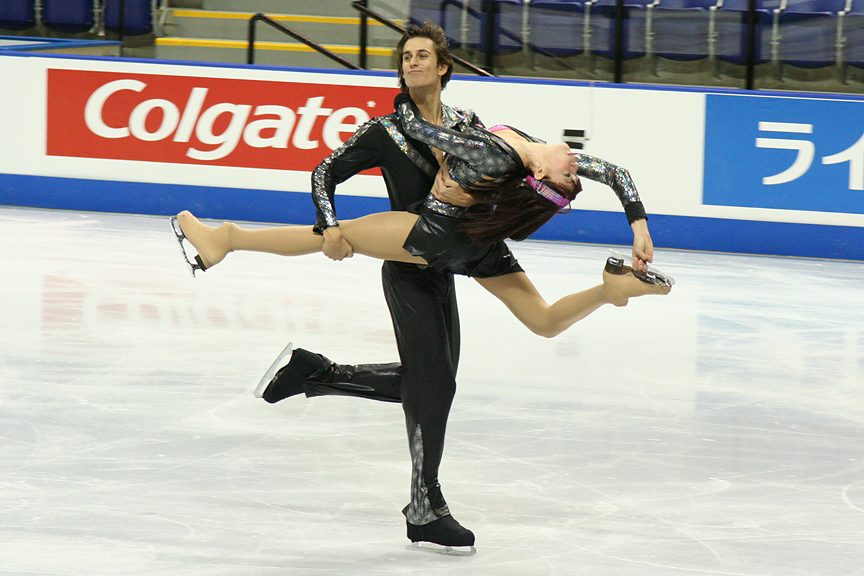
Kamila Hájková
David Vincour

Kamila Hájková (Polička, 25 september 1987) is een in Tsjechisch kunstschaatsster.
Hájková is actief in het ijsdansen en haar vaste sportpartner sinds 2004 is David Vincour. Hun huidige trainers zijn Pasquale Camerlengo en Anjelika Krylova.

## Persoonlijke records
| records                | punten | datum      | toernooi         |
| ---------------------- | ------ | ---------- | ---------------- |
| Hoogste totaalscore    | 149.17 | 25-09-2004 | Belgrado Sparrow |
| Hoogste verplichte kür | 32.77  | 22-09-2004 | Belgrado Sparrow |
| Hoogste originele kür  | 48.68  | 24-09-2004 | Belgrado Sparrow |
| Hoogste vrije kür      | 72.66  | 21-03-2008 | WK 2008          |

## Belangrijke resultaten
| Kampioenschap           | 04/05 | 05/06 | 06/07 | 07/08 | 08/09 | 09/10 |
| ----------------------- | ----- | ----- | ----- | ----- | ----- | ----- |
| Olympische Spelen       |       |       |       |       |       | 21e   |
| Wereldkampioenschap     |       | 27e   |       | 23e   |       |       |
| Europees kampioenschap  |       | 19e   | 17e   | 17e   | 17e   | 18e   |
| Nationaal kampioenschap |       | Goud  | Goud  | Goud  | Goud  | Goud  |
| WK Junioren             | 10e   |       |       |       |       |       |
| NK Junioren             | Goud  |       |       |       |       |       |